# Kerstin Maria Pöhler
Kerstin Maria Pöhler (* 13. Februar in Köln) ist eine deutsche Regisseurin und Autorin.

## Leben
Nach dem Abitur erhielt sie ihre künstlerische Ausbildung an der Musikhochschule Köln (Klavier) und studierte Germanistik an der Universität zu Köln. Erste Engagements führten sie 1992 als Spielleiterin an das Aalto-Theater Essen und 1995 an die Bayerische Staatsoper München. Sie arbeitete mit Dirigenten und Sängern, wie Zubin Mehta, Ivor Bolton, Giuseppe Sinopoli, Edita Gruberová, Waltraud Meier, José Cura, Franz Grundheber u. a. zusammen und war Assistentin von Regisseuren wie Dieter Dorn, Peter Mussbach, David Alden, Richard Jones, Harry Kupfer, Pierre Audi, Jonathan Miller, Joachim Herz. Zudem betreute sie Uraufführungen an der Bayerischen Staatsoper, darunter H. J. von Bose Schlachthof 5, H. W. Henze Venus und Adonis, M. Trojahn Was ihr wollt und A. Reimann Bernarda Albas Haus.
Im Jahr 2000 wurde Kerstin Maria Pöhler zusammen mit dem Bühnenbildner Frank Fellmann beim Internationalen Wettbewerb für Regie und Bühnenbild in Graz ausgezeichnet, woraufhin sie als Oberspielleiterin an das Grazer Opernhaus und Mitglied der Operndirektion verpflichtet wurde. Im Jahre 2001 erhielt sie aufgrund ihrer hervorragenden künstlerischen Leistungen ein Stipendium der Richard-Wagner-Stiftung Bayreuth. In den Spielzeiten 2004 bis 2008 war Kerstin Maria Pöhler am Staatstheater Braunschweig als Künstlerische Leiterin des Musiktheaters engagiert. Unter ihrer Ägide wurde die Opernsparte des Staatstheaters von der Zeitschrift Die Deutsche Bühne für die künstlerischen Leistungen der Spielzeit 2005/06 ausgezeichnet, auch wegen ihres Einsatzes für die deutsche Erstaufführung oder Uraufführung zeitgenössischer Werke wie Fräulein Julie von Boesmans, Titus von Mozart/Trojahn (Rezitative), Cosima von Matthus (UA). Seit 2008 ist Kerstin Maria Pöhler freischaffend als Regisseurin und Autorin tätig. Sie lebt in Köln.

## Künstlerische Tätigkeit

### Regiearbeiten 2001–2004 Österreich
Als Regisseurin machte Kerstin Maria Pöhler in Österreich vor allem mit den österreichischen Erstaufführungen von Jacobo Peris Euridice an der Wiener Kammeroper und von Nigel Osbornes The Terrible Mouth im Wiener Semper Depot auf sich aufmerksam.
Ihre Inszenierungen von Manfred Trojahns Enrico, Jules Massenets Werther und Igor Strawinkys The Rake’s Progress am Grazer Opernhaus waren erfolgreich bei Presse und Publikum. In Koproduktion mit der Oper Graz war ihre Inszenierung von The Rake’s Progress im Dezember 2004 im Teatro Verdi Trieste zu sehen.

### Regiearbeiten 2004–2017 Deutschland
Kerstin Maria Pöhler inszenierte in Deutschland in der Spielzeit 2004/05 Die Sache Makropulos von Leoš Janáček und Verdis Macbeth am Staatstheater Braunschweig. Außerdem war sie als Gastregisseurin am Staatstheater Nürnberg für die Produktion von Puccinis Madama Butterfly verpflichtet.
In der Spielzeit 2005/06 inszenierte sie am Staatstheater Braunschweig Hoffmanns Erzählungen von Jacques Offenbach und Otello von Giuseppe Verdi. Am Nationaltheater Weimar hat sie zum Mozartjahr 2006 Idomeneo erarbeitet.
In der Spielzeit 2006/07 inszenierte sie am Staatstheater Braunschweig La traviata von Giuseppe Verdi und die Uraufführung Cosima von Siegfried Matthus. Am Theater Dortmund inszenierte sie Der goldene Hahn von Rimski-Korsakow.
In der Spielzeit 2008 führte sie Regie am Staatstheater Braunschweig bei der deutschen Erstaufführung von Johann Simon Mayrs Fedra, die zu den Audi Kulturtagen nach Ingolstadt eingeladen wurde.
Ihr autobiographisches Schauspielprojekt Trilogie des Alters realisierte sie in den Jahren 2009–2011 mit älteren Menschen. Dahinter, die Auseinandersetzung mit Kriegserinnerungen und deren Fortwirken in der Gegenwart, wurde 2009 vom NRW Kultursekretariat ausgezeichnet. Die Fortsetzung dieses Projektes Zeitraum – Traumzeit, eine Auseinandersetzung mit erfüllten und unerfüllten Lebensträumen, hatte im Juni 2010 Premiere. Im Juni 2011 fand die Trilogie ihren Abschluss in dem Stück Mit uns ins Feuer.de, eine Auseinandersetzung mit der eigenen Endlichkeit und dem Tod.
Seit der Spielzeit 2012/13 inszeniert Kerstin Maria Pöhler regelmäßig am Pfalztheater Kaiserslautern, so Nabucco von Giuseppe Verdi, Friedenstag/Metamorphosen von Richard Strauss (nominiert für den International Opera Award 2015 London), Tristan und Isolde und Lucia di Lammermoor.
Neben ihrer Regietätigkeit ist Kerstin Maria Pöhler als Librettistin, Romanautorin und Kolumnistin. 2005 wurde die Kammeroper Der Patient (Musik Thomas Barschel) in Regensburg uraufgeführt, im November 2011 Die Stadt der Blinden in der Vertonung von Anno Schreier  an der Oper Zürich. In der Spielzeit 2018/19 folgte die Uraufführung der Oper Schade, dass sie eine Hure war (Musik Anno Schreier), zu der sie das Libretto verfasst hatte. Monatlich erscheint ihre Kolumne Opernzeit im Kölner Kulturmagazin Choices, in der sie den aktuellen Zeitbezug von Opern herstellt, mit dem Ziel, ein neues Publikum für das Musiktheater zu gewinnen.

## Veröffentlichungen
- 2018 Schar Ptiza. Tanzroman. Axel Dielmann-Verlag, Frankfurt am Main, ISBN 978-3-86638-221-3.
- 2011 Einen Sommer lanng. Roman. Quell Verlag, Frankfurt am Main, ISBN 978-3981266757